# Prévôté de Favières
La prévôté de Favières est une prévôté située à Sergy, en France.

## Description

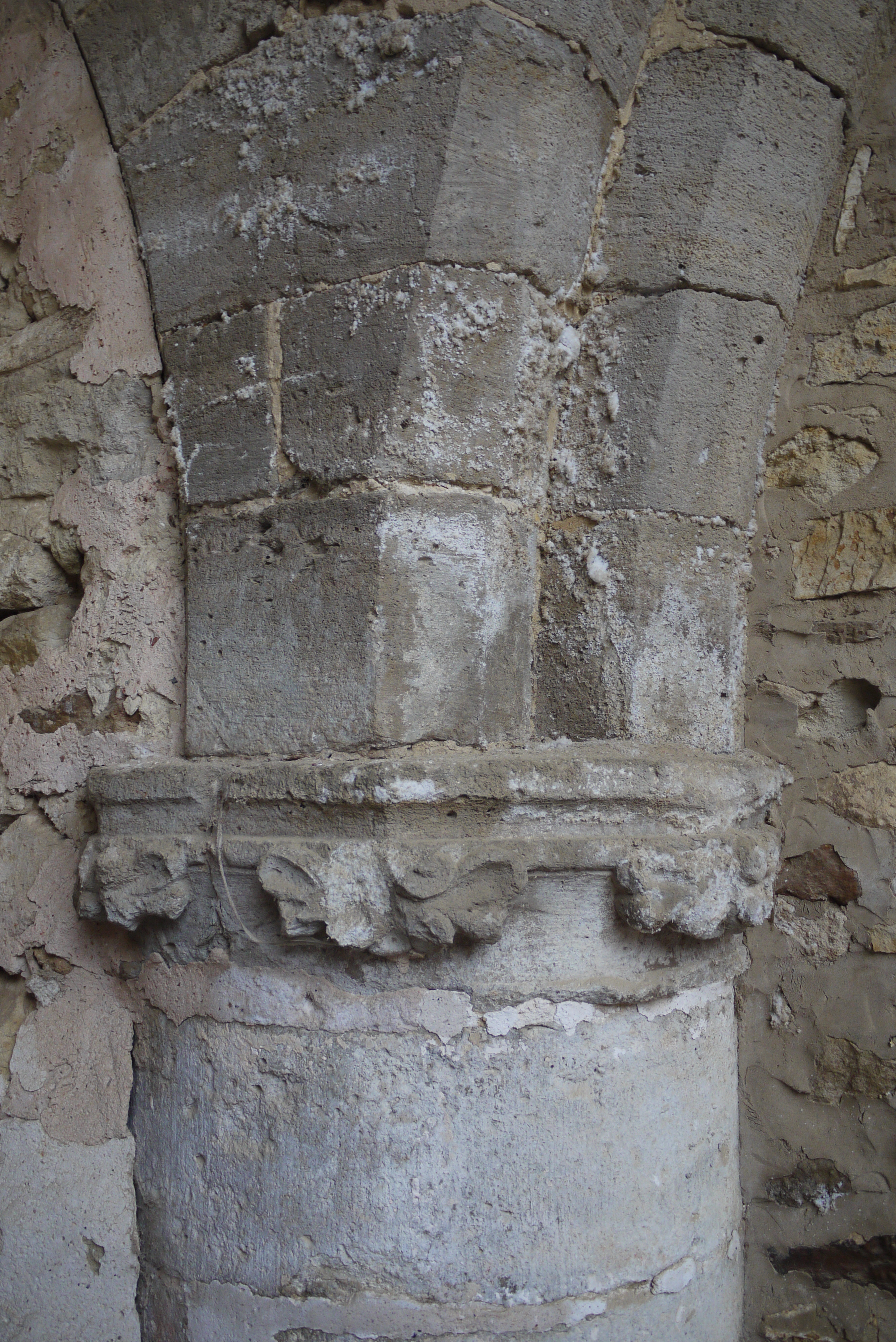
Détail d'un chapiteau

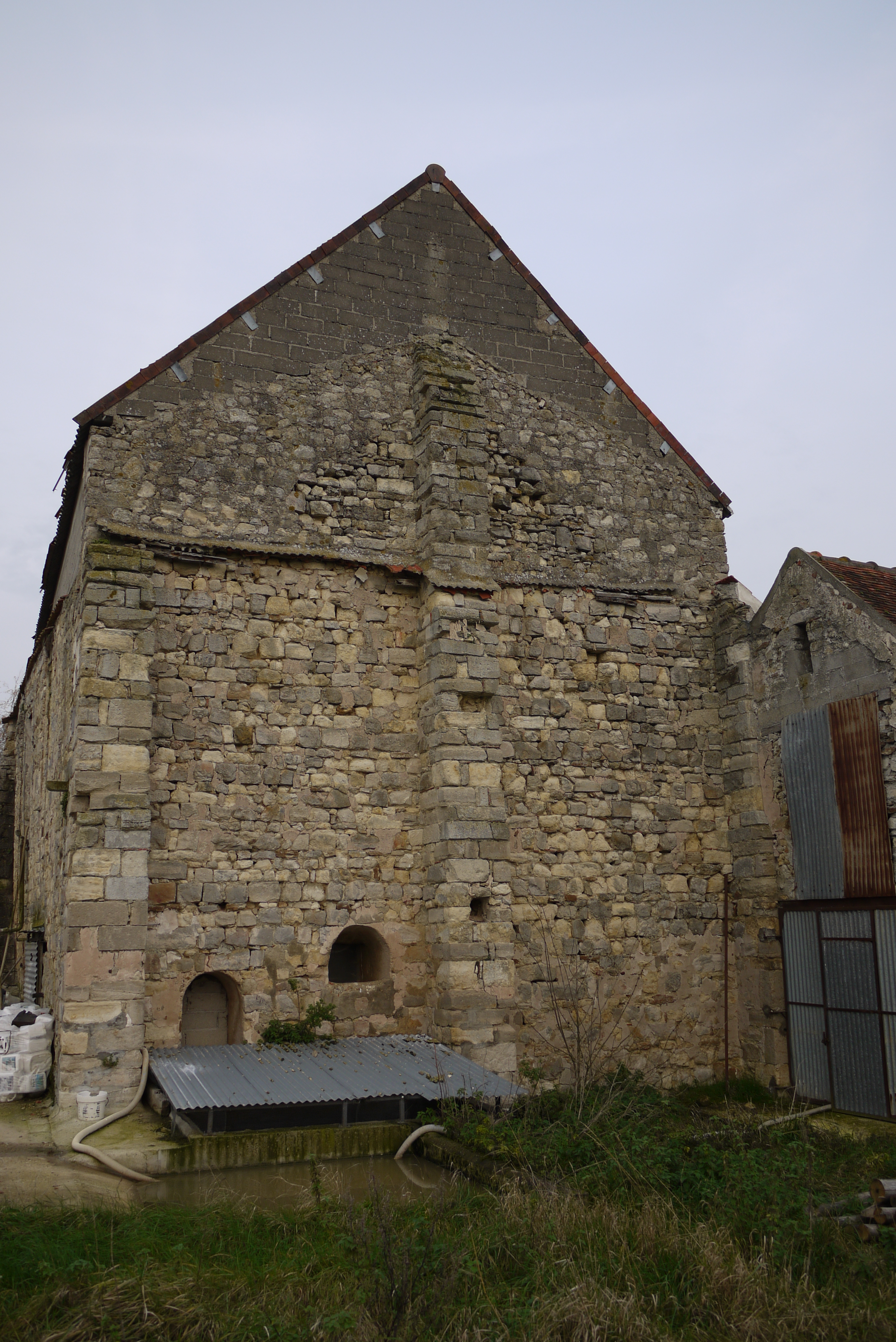
Grande aile nord, aujourd'hui une grange.

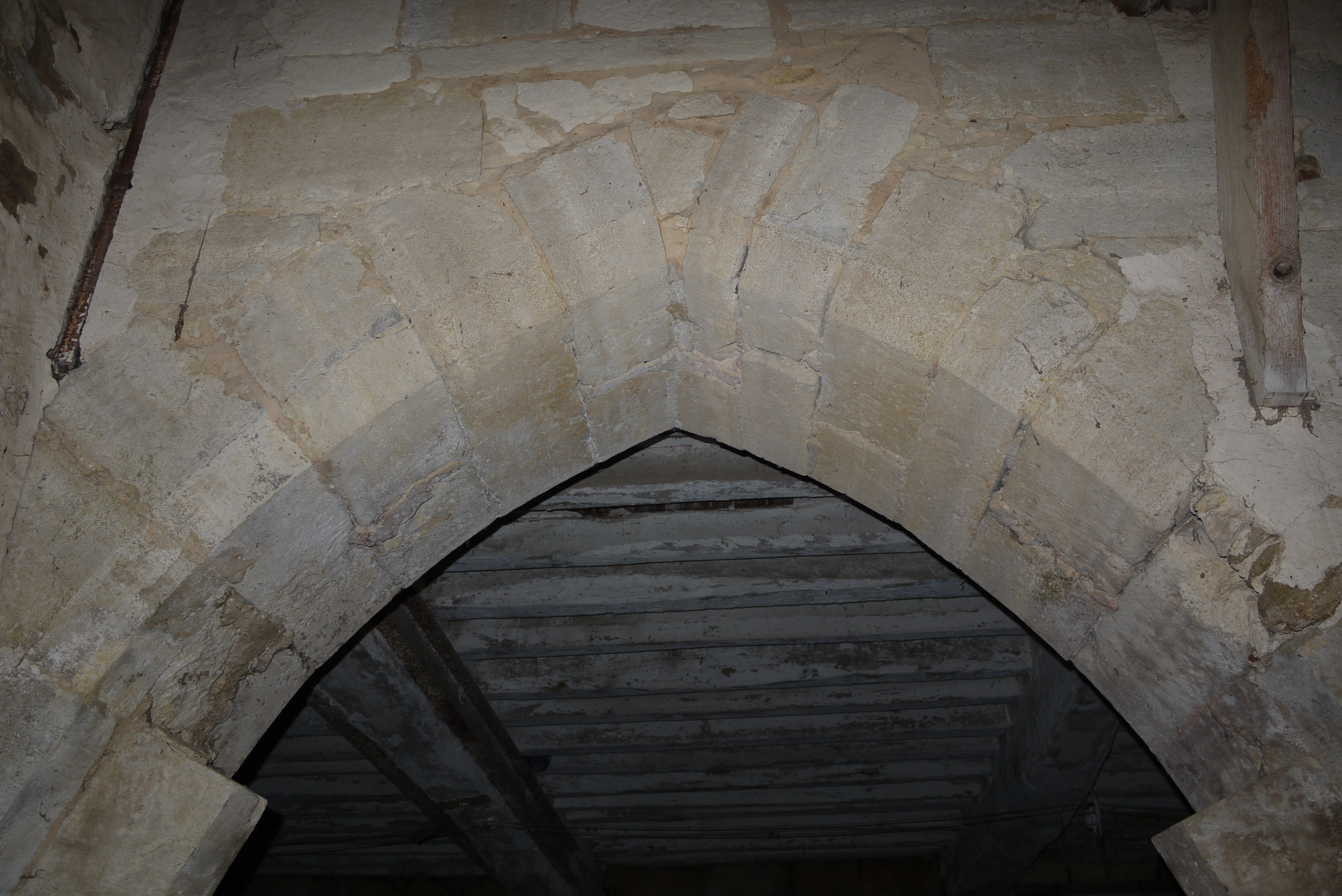
Détail d'une porte sous la halle de l'aile ouest

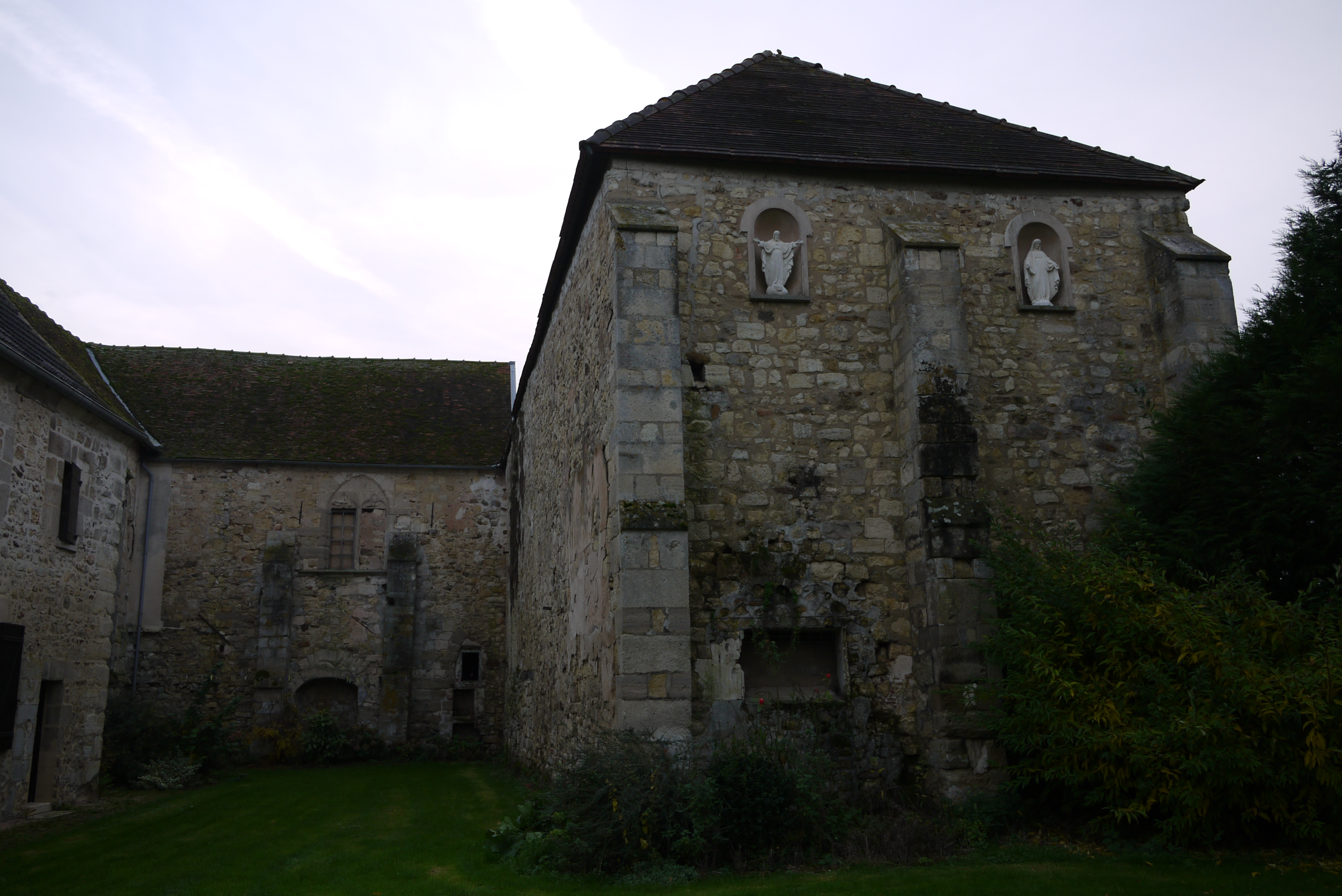
Petite cour intérieure, à gauche l'aile ouest, à droite l'aile nord

## Localisation
La prévôté est située sur la route de Fère-en-Tardenois à Dormans, à l'écart de la commune de Sergy, dans le département de l'Aisne. Elle est longée par le ruisseau de Favières.

## Historique
La prévôté de Favières est un domaine foncier monastique dépendant de l'abbaye Saint-Médard de Soissons.
C'est entre 711 et 715 que son existence est attestée pour la première fois par une donation faite sous le règne de Dagobert III.
Au XIVe siècle, Favières est le domaine le plus riche dépendant de Saint-Médard. Durant la Guerre de Cent Ans la prévôté sera pillée par les troupes anglaises et désertée par son personnel. Un rapport conservé au Vatican établi, en 1365, les pertes de ce fait et enjoint l'évêque d'intervenir pour obtenir du roi une réduction des taxes.
On connait peu de choses de l'histoire postérieure de la prévôté.
Des vestiges d'arcades permettent de reconstituer une galerie-halle, reliant la chapelle à un bâtiment résidentiel, contenant une vaste salle.
La chapelle, désaffectée avant la révolution, perdit alors sa voûte maçonnée et fut entresollée, l'accès à l'étage se faisant par un curieux escalier extérieur. La date de ces modifications reste incertaine.
Le monument est inscrit au titre des monuments historiques en 1998.

### Sources et bibliographie
- Christian Corvisier, Denis Rolland, « La Prévôté de Favières, dépendance de l'abbaye Saint-Médard de Soissons », in Bulletin Monumental, 1999-1, p. 115-136, (lire en ligne).